# Résistance anticommuniste en Pologne

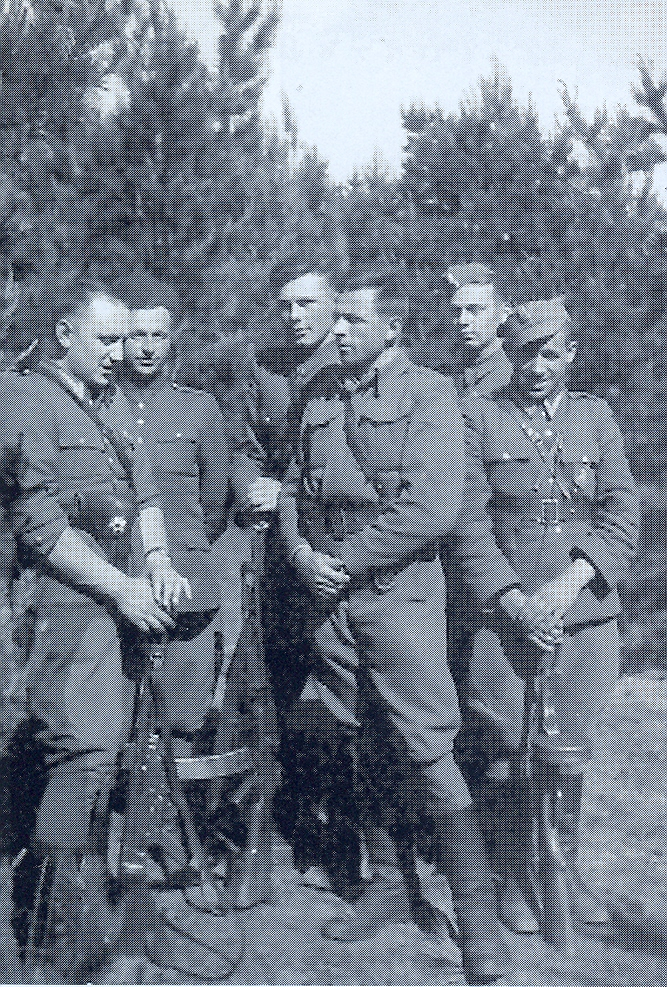
Le groupe de résistance « Huzara ».

La résistance anticommuniste polonaise ou l'insurrection anticommuniste polonaise est une lutte armée clandestine la prise de contrôle soviétique de la Pologne à la fin de la Seconde Guerre mondiale, et plus précisément entre 1944 et 1946, mais aussi jusqu'en 1953. La guérilla menée par le mouvement de résistance formé au cours de la guerre comprend une série d'attaques militaires lancées contre des prisons communistes, des bureaux de la sécurité de l'État, des centres de détention pour prisonniers politiques et des camps de prisonniers créés dans tout le pays par les autorités staliniennes.
En janvier 1945, le gouvernement pro-soviétique installé en Pologne par l'avancée de l'Armée rouge déclare « illégal » le mouvement de résistance anti-nazi polonais, principalement l'Armia Krajowa (AK) et ordonne à ses membres survivants de se manifester tout en leur garantissant la liberté et la sécurité. De nombreux combattants clandestins décident de déposer les armes et de se faire enregistrer, mais après cela, la plupart d'entre eux sont arrêtés et jetés en prison. Des milliers d'entre eux sont torturés puis déportés dans le système de camps du Goulag soviétique, ou jugés rapidement par des tribunaux acquis aux pouvoir soviétiques puis assassinés.
À la suite de la répression, les membres de l'AK cesse rapidement de faire confiance au nouveau gouvernement et certains d’entre eux se regroupent de manière clandestine afin de s'opposer aux nouveaux occupants soviétiques. Ils forment diverses organisations de résistance, telles que Wolność i Niezawisłość (en) et libèrent des centaines de prisonniers politiques. Ils sont devenus connus comme les « soldats maudits » de la résistance polonaise et la plupart sont finalement capturés ou tués par les services de sécurité et des unités spéciales.